# Collegio di Berwickshire, Roxburgh and Selkirk
Berwickshire, Roxburgh and Selkirk è un collegio elettorale scozzese della Camera dei comuni del Parlamento del Regno Unito. Elegge un membro del Parlamento con il sistema maggioritario a turno unico. Il rappresentante del collegio, dal 2017, è il conservatore John Lamont.

## Estensione
Come stabilito dalla quinta edizione della Boundary Commission for Scotland, il collegio è uno dei sei che coprono l'area di Dumfries and Galloway, degli Scottish Borders e del Lanarkshire. Gli altri cinque collegi sono Dumfries and Galloway, Dumfriesshire, Clydesdale and Tweeddale, East Kilbride, Strathaven and Lesmahagow, Lanark and Hamilton East e Rutherglen and Hamilton West.
Il collegio di Collegio di Berwickshire, Roxburgh and Selkirk copre parte degli Scottish Borders; il resto della contea è compreso nel collegio di Dumfriesshire, Clydesdale and Tweeddale, che copre anche parte di Dumfries and Galloway e parte del Lanarkshire meridionale.
Il collegio di Berwickshire, Roxburgh and Selkirk è in prevalenza rurale, e comprende le città di Duns, Eyemouth, Galashiels, Hawick, Jedburgh e Selkirk.

## Membri del Parlamento
| Elezione | Elezione | Deputato      | Partito             |
| -------- | -------- | ------------- | ------------------- |
|          | 2005     | Michael Moore | Liberal Democratici |
|          | 2015     | Calum Kerr    | SNP                 |
|          | 2017     | John Lamont   | Conservatore        |

## Risultati elettorali

### Elezioni negli anni 2020
| Partito                    | Partito                                   | Candidato                  | Risultati 4 luglio 2024 | Risultati 4 luglio 2024 |
| Partito                    | Partito                                   | Candidato                  | Voti                    | %                       |
| -------------------------- | ----------------------------------------- | -------------------------- | ----------------------- | ----------------------- |
|                            | Conservatore                              | John Lamont                | 18 872                  | 40,53                   |
|                            | SNP                                       | David Wilson               | 12 273                  | 26,36                   |
|                            | Laburista                                 | Caitlin Stott              | 6 311                   | 13,56                   |
|                            | Lib Dem                                   | Ray Georgeson              | 3 686                   | 7,92                    |
|                            | Reform UK                                 | Carolyn Grant              | 3 340                   | 7,17                    |
|                            | Verdi                                     | Neil MacKinnon             | 1 526                   | 3,28                    |
|                            | Indipendente                              | Ellie Merton               | 329                     | 0,71                    |
|                            | Famiglia Scozzese                         | Hamish Goldie-Scot         | 221                     | 0,47                    |
|                            |                                           |                            |                         |                         |
| Iscritti                   | Iscritti                                  | Iscritti                   | 76 438                  | 100,00                  |
| ↳ Votanti (% su iscritti)  | ↳ Votanti (% su iscritti)                 | ↳ Votanti (% su iscritti)  | 46 558                  | 60,91                   |
| ↳ Astenuti (% su iscritti) | ↳ Astenuti (% su iscritti)                | ↳ Astenuti (% su iscritti) | 29 880                  | 39,09                   |
|                            |                                           |                            |                         |                         |
|                            | Esito: collegio confermato a Conservatore |                            |                         |                         |

### Elezioni negli anni 2010
| Partito                    | Partito                                   | Candidato                  | Risultati 12 dicembre 2019 | Risultati 12 dicembre 2019 |
| Partito                    | Partito                                   | Candidato                  | Voti                       | %                          |
| -------------------------- | ----------------------------------------- | -------------------------- | -------------------------- | -------------------------- |
|                            | Conservatore                              | John Lamont                | 25 747                     | 48,45                      |
|                            | SNP                                       | Calum Kerr                 | 20 599                     | 38,76                      |
|                            | Lib Dem                                   | Jenny Marr                 | 4 287                      | 8,07                       |
|                            | Laburista                                 | Ian Davidson               | 2 513                      | 4,73                       |
|                            |                                           |                            |                            |                            |
| Iscritti                   | Iscritti                                  | Iscritti                   | 74 518                     | 100,00                     |
| ↳ Votanti (% su iscritti)  | ↳ Votanti (% su iscritti)                 | ↳ Votanti (% su iscritti)  | 53 146                     | 71,32                      |
| ↳ Astenuti (% su iscritti) | ↳ Astenuti (% su iscritti)                | ↳ Astenuti (% su iscritti) | 21 372                     | 28,68                      |
|                            |                                           |                            |                            |                            |
|                            | Esito: collegio confermato a Conservatore |                            |                            |                            |

| Partito                    | Partito                                     | Candidato                  | Risultati 8 giugno 2017 | Risultati 8 giugno 2017 |
| Partito                    | Partito                                     | Candidato                  | Voti                    | %                       |
| -------------------------- | ------------------------------------------- | -------------------------- | ----------------------- | ----------------------- |
|                            | Conservatore                                | John Lamont                | 28 213                  | 53,88                   |
|                            | SNP                                         | Calum Kerr                 | 17 153                  | 32,76                   |
|                            | Laburista                                   | Ian Davidson               | 4 519                   | 8,63                    |
|                            | Lib Dem                                     | Caroline Burgess           | 2 482                   | 4,74                    |
|                            |                                             |                            |                         |                         |
| Iscritti                   | Iscritti                                    | Iscritti                   | 73 191                  | 100,00                  |
| ↳ Votanti (% su iscritti)  | ↳ Votanti (% su iscritti)                   | ↳ Votanti (% su iscritti)  | 52 367                  | 71,55                   |
| ↳ Astenuti (% su iscritti) | ↳ Astenuti (% su iscritti)                  | ↳ Astenuti (% su iscritti) | 20 824                  | 28,45                   |
|                            |                                             |                            |                         |                         |
|                            | Esito: collegio passa da SNP a Conservatore |                            |                         |                         |

| Partito                    | Partito                                | Candidato                  | Risultati 7 maggio 2015 | Risultati 7 maggio 2015 |
| Partito                    | Partito                                | Candidato                  | Voti                    | %                       |
| -------------------------- | -------------------------------------- | -------------------------- | ----------------------- | ----------------------- |
|                            | SNP                                    | Calum Kerr                 | 20 145                  | 36,60                   |
|                            | Conservatore                           | John Lamont                | 19 817                  | 36,01                   |
|                            | Lib Dem                                | Michael Moore              | 10 294                  | 18,70                   |
|                            | Laburista                              | Kenryck Jones              | 2 700                   | 4,91                    |
|                            | UKIP                                   | Peter Neilson              | 1 316                   | 2,39                    |
|                            | Verdi                                  | Pauline Stewart            | 631                     | 1,15                    |
|                            | Indipendente                           | Jesse Rae                  | 135                     | 0,25                    |
|                            |                                        |                            |                         |                         |
| Iscritti                   | Iscritti                               | Iscritti                   | 74 175                  | 100,00                  |
| ↳ Votanti (% su iscritti)  | ↳ Votanti (% su iscritti)              | ↳ Votanti (% su iscritti)  | 55 038                  | 74,20                   |
| ↳ Astenuti (% su iscritti) | ↳ Astenuti (% su iscritti)             | ↳ Astenuti (% su iscritti) | 19 137                  | 25,80                   |
|                            |                                        |                            |                         |                         |
|                            | Esito: collegio passa da Lib Dem a SNP |                            |                         |                         |

| Partito                    | Partito                              | Candidato                  | Risultati 6 maggio 2010 | Risultati 6 maggio 2010 |
| Partito                    | Partito                              | Candidato                  | Voti                    | %                       |
| -------------------------- | ------------------------------------ | -------------------------- | ----------------------- | ----------------------- |
|                            | Lib Dem                              | Michael Moore              | 22 230                  | 45,35                   |
|                            | Conservatore                         | John Lamont                | 16 555                  | 33,78                   |
|                            | Laburista                            | Ian Miller                 | 5 003                   | 10,21                   |
|                            | SNP                                  | Paul Wheelhouse            | 4 497                   | 9,17                    |
|                            | UKIP                                 | Sherry Fowler              | 595                     | 1,21                    |
|                            | Giacobita                            | Chris Black                | 134                     | 0,27                    |
|                            |                                      |                            |                         |                         |
| Iscritti                   | Iscritti                             | Iscritti                   | 73 816                  | 100,00                  |
| ↳ Votanti (% su iscritti)  | ↳ Votanti (% su iscritti)            | ↳ Votanti (% su iscritti)  | 49 014                  | 66,40                   |
| ↳ Astenuti (% su iscritti) | ↳ Astenuti (% su iscritti)           | ↳ Astenuti (% su iscritti) | 24 802                  | 33,60                   |
|                            |                                      |                            |                         |                         |
|                            | Esito: collegio confermato a Lib Dem |                            |                         |                         |

Nel 2015, Berwickshire, Roxburgh and Selkirk fu l'ottavo collegio nel Regno Unito con il risultato più ravvicinato tra primo e secondo classificato, con Calum Kerr del SNP che fu eletto con 328 voti in più dello sfidante conservatore John Lamont.

### Elezioni negli anni 2000
| Partito                    | Partito                                    | Candidato                  | Risultati 5 maggio 2005 | Risultati 5 maggio 2005 |
| Partito                    | Partito                                    | Candidato                  | Voti                    | %                       |
| -------------------------- | ------------------------------------------ | -------------------------- | ----------------------- | ----------------------- |
|                            | Lib Dem                                    | Michael Moore              | 18 993                  | 41,85                   |
|                            | Conservatore                               | John Lamont                | 13 092                  | 28,84                   |
|                            | Laburista                                  | San Helf                   | 7 206                   | 15,88                   |
|                            | SNP                                        | Aileen Orr                 | 3 885                   | 8,56                    |
|                            | Liberale                                   | John Hein                  | 916                     | 2,02                    |
|                            | Socialista                                 | Graeme McIver              | 695                     | 1,53                    |
|                            | UKIP                                       | Peter Neilson              | 601                     | 1,32                    |
|                            |                                            |                            |                         |                         |
| Iscritti                   | Iscritti                                   | Iscritti                   | 71 703                  | 100,00                  |
| ↳ Votanti (% su iscritti)  | ↳ Votanti (% su iscritti)                  | ↳ Votanti (% su iscritti)  | 45 388                  | 63,30                   |
| ↳ Astenuti (% su iscritti) | ↳ Astenuti (% su iscritti)                 | ↳ Astenuti (% su iscritti) | 26 315                  | 36,70                   |
|                            |                                            |                            |                         |                         |
|                            | Esito: collegio a Lib Dem (nuovo collegio) |                            |                         |                         |

## Risultati dei referendum

### Referendum sulla permanenza del Regno Unito nell'Unione europea del 2016
|        | Collegio                           | Lasciare UE % | Rimanere in UE % |
| ------ | ---------------------------------- | ------------- | ---------------- |
|        | Berwickshire, Roxburgh and Selkirk | 43,2%         | 56,8%            |
| Scozia | 38,0%                              | 62,0%         |                  |
|        | Regno Unito                        | 51,9%         | 48,1%            |